# Agenor Muniz
Agenor de Oliveira Muniz (Sapucaia, 24 giugno 1949) è un allenatore di calcio ed ex calciatore brasiliano naturalizzato australiano, di ruolo centrocampista.

## Palmarès

### Giocatore

#### Competizioni statali
- Campionato Carioca: 1

Vasco da Gama: 1970

#### Competizioni nazionali
- Campionato australiano di calcio: 1

Sydney Hakoah: 1977